# Armeniens historiska museum

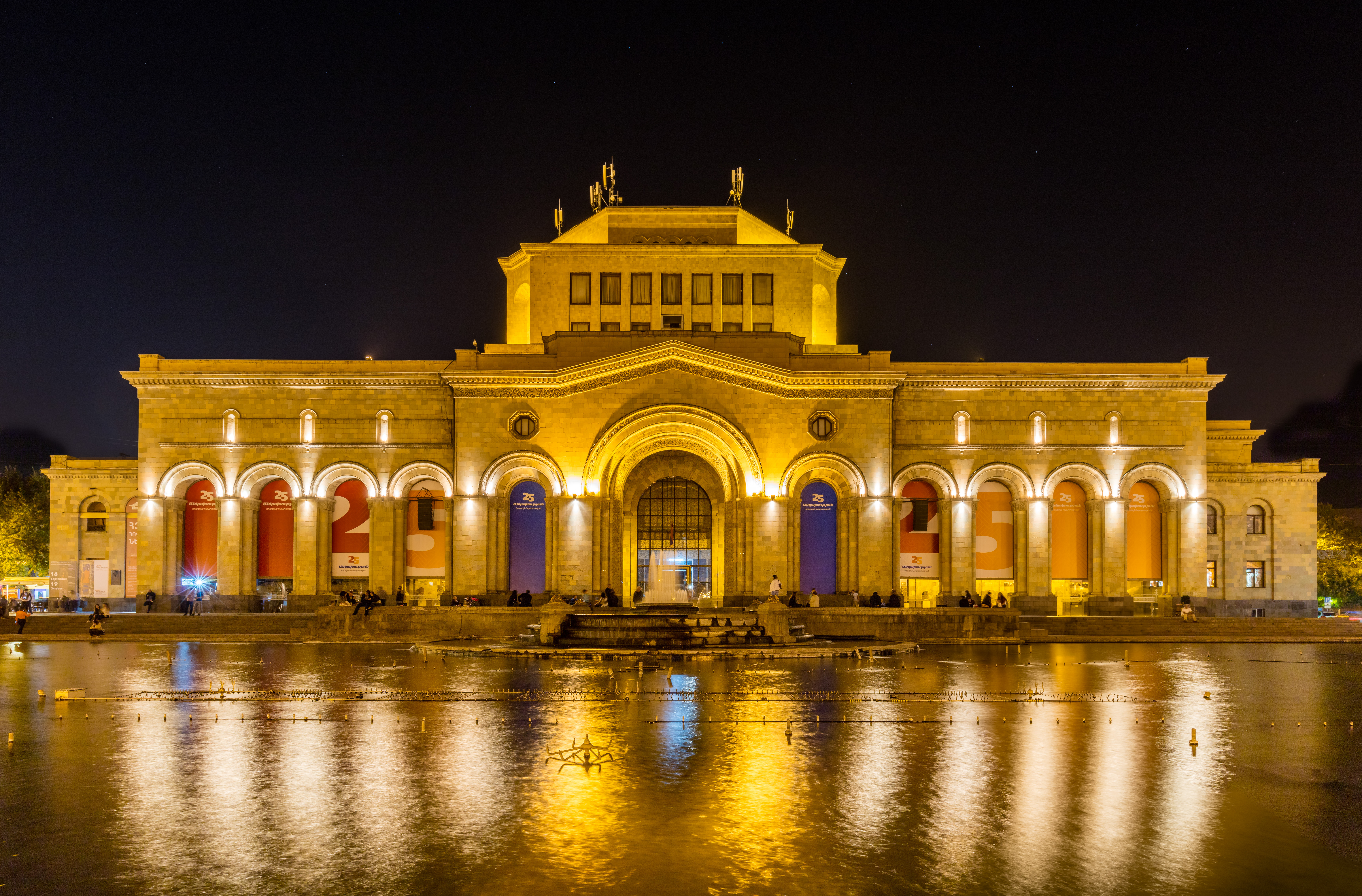
Kvällsvy.

Armeniens historiska museum (armeniska: Հայաստանի պատմության թանգարան) är ett statligt, historiskt museum i Jerevan, vid Republikens plats. Museet, som grundades 1919 och öppnades för besökare 1921 är ett av landets viktigaste museer och ligger i samma byggnad som konstmuseet Armeniens nationalmuseum, som avknoppades från det 1935. Museet disponerar de två nedersta våningarna i det statligt ägda huset. Dess uppdrag är att vårda, förvara, studera, utveckla, bredda och visa upp sina samlingar som illustrerar landets och det armeniska folkets historia och kultur samt tillgänglighålla samlingarna för forskare och andra intressenter.
Delar av museets samlingar flyttades till två nya museer som tidigare armeniska kommunistpartiets centralkommitté tog initiativ till 1935, Armeniens nationalmuseum och museet som idag heter Charents litteratur- och konstmuseum. Nationalmuseet tog över konstavdelningen med dess över 1 660 verk, medan 301 föremål och 1 298 manuskript överfördes till det nybildade litteratur- och konstmuseet. Vidare har 1 428 föremål och 584 fotografier flyttats från Armeniens historiska museum till Statens etnografiska museum, grundat 1978.
Museets samlingar omfattar cirka 400 000 verk.